# Where Were You
A Where Were You Bonnie Tyler negyedik kislemeze, ami a németországi BMG kiadó gondozásában megjelent. A dalt Albert Hammond és Holly Knight szerezte, akivel Bonnie a nyolcvanas években is dolgozott együtt. A felvétel Los Angelesben készült. A producer Roy Bittan, aki Tyler zenekarában a billentyűs hangszereken játszott. A kislemez mérsékelt sikert aratott Németországban ahol a toplista 43. helyén debütált.  A dal 7"-es illetve CD kislemez formátumban jelent meg. Ez utóbbi két verziót tartalmazott valamint az I Can't leave Your Love Alone című felvételt, amelyet Alan Darby írt és egyetlen nagylemezre sem kerül fel.

## Kislemez
CD single
| # | Dalcím                                                | Zeneszerző                    | Producer   | Hossz |
| - | ----------------------------------------------------- | ----------------------------- | ---------- | ----- |
| 1 | Where Were You (Radio Mix)                            | Albert Hammond / Holly Knight | Roy Bittan | 3:30  |
| 2 | Where Were You (Long Version)                         | Albert Hammond / Holly Knight | Roy Bittan | 5:11  |
| 3 | I Can't Leave Your Love Alone (Previously Unreleased) | Alan Darby                    | Alan Darby | 4:40  |

7" single
| #  | Dalcím                        | Zeneszerző                    | Producer   | Hossz |
| -- | ----------------------------- | ----------------------------- | ---------- | ----- |
| A1 | Where Were You (Radio Mix)    | Albert Hammond / Holly Knight | Roy Bittan | 3:30  |
| B1 | I Can't Leave Your Love Alone | Alan Darby                    | Alan Darby | 4:40  |

## Toplista
| Év   | Chart         | Pozíció |
| ---- | ------------- | ------- |
| 1992 | Német Airplay | 43      |